# Марс (фильм, 2007)
«Марс» (англ. Mars) — немецкий короткометражный фильм 2007 года режиссёра Маркуса Рихардта.

## Сюжет
Анна увлекается фотографией и бродит по городу в поисках интересных мест. Однажды, в подворотне, она наталкивается на банду Лилли, которая шантажирует какую-то девушку, требуя от неё денег. Анна делает снимки Лилли, которой понравилась независимость и смелость Анны. На следующий день Лилли приходит к Анне на работу, и они проводят вместе весь день. Анна ищет дальнейшего знакомства, но Лилли сбита с толку, ей надо продолжать играть роль предводительницы банды, и общение с Анной в него никак не вписывается. Когда Анна приходит поговорить с Лилли, подруги той нападают на Анну. Лилли удаётся её отбить, девушки убегают. Лилли договаривается о новом свидании с Анной.

## В ролях
| В ролях        |  | Персонаж |
| -------------- |  | -------- |
| Анна Мария Мюэ |  | Лилли    |
| Клер Элькерс   |  | Анна     |
| Ясмин Асади    |  | Нелли    |
| Луиза Херферт  |  | Мона     |

## Восприятие

### Награды и номинации
«Марс» был отмечен призом за лучший короткометражный игровой фильм на Nordische Filmtage  в Любеке в 2007 году. Также он принимал участие в Фестивале короткометражных фильмов в Гамбурге,   МКФ короткометражного кино в Берлине,  Кинофестивале в Мюнстере, Фестивале Euroshorts в Варшаве, Международном фестивале короткометражных фильмов в Брно и ряде других фестивалей в Германии и за её пределами.

### Критика
По мнению жюри Любекского кинфорума, «в отличие от давшего название фильму Марса, бога войны, этот удачный короткометражный художественный фильм Маркуса Рихардта демонстрирует характерные сцены существующего в настоящее время феномена женских банд, готовых прибегнуть к насилию». Портал OFDb.de оценил фильм в 7 баллов из 10, отметив успешное исполнении Анны Марии Мюэ	и Клэр Оэлькерс и назвав фильм «вдумчивым, реалистичным и актуальным высказыванием на актуальные темы».